# 法政大学工業高等学校
法政大学工業高等学校（ほうせいだいがく こうぎょうこうとうがっこう）とは、かつて神奈川県川崎市中原区木月大町にあった私立工業高等学校。

## 概要
大正11年（1922年）に法政大学が開いた豊成工学校が始まりで、大正15年（1926年）には法政大学工業学校
となった。当時、夜間の甲種工業学校は日本最初の例であったために非常な人気を集め、昭和15年（1940年）には第二本科、さらに戦時中の昭和18年（1943年）には法政大学第二工業学校を開設するなどの盛況振りであった。
しかし、第二次世界大戦による損失は大きく、また戦後は上級学校への進学希望が高まったことも相まって、第一・第二の2つの工業高校は進学を望む生徒のためにそれぞれ普通科をおいたり、昭和40年（1965年）には合併して法政大学工業高等学校となった。
昭和51年（1976年）に、同じ敷地内にあった法政大学第二高等学校に吸収合併されたことで、その歴史を閉じた。

## 沿革
- 1922年（大正11年） - 豊成工学校（夜間・各種学校）が大学構内に開校。予科（1年、高等小学校卒業者対象）・本科（1年、中学校卒業者対象）・高等科（半年）からなる。本科と高等科に土木・建築・電気・機械科を置く。
- 1926年（大正15年） - 法政大学工業学校（夜間4年制、高等小学校卒業者募集）に改称。甲種工業学校に昇格。土木・建築科を設置。
- 1927年（昭和02年） - 電気科を新設する。
- 1940年（昭和15年） - 第二本科を設ける（夜間乙種工業学校、高等小学校卒業者対象）。
- 1943年（昭和18年） - 法政大学第二工業学校を川崎市木月の予科校舎内に開校（夜間4年制甲種工業学校）。電気・電気通信科からなる。
- 1948年（昭和23年） - 工業学校を法政大学第一工業高等学校（共学）に、第二工業学校を法政大学第二工業高等学校に改める。どちらも夜間定時制（修業年限4年）。
- 1949年（昭和24年） - 第二工高に普通科と工業化学科を新設する。
- 1952年（昭和27年） - 第一工高を麻布新堀町に移転。同時に土木科募集停止し、普通科を設置する。
- 1959年（昭和34年） - 第二工高に昼間部（3年制、電気・電気通信・機械科）を開設。
- 1965年（昭和40年） - 第一工高を移転する形で第二工高へ合併（新学年から適用）。法政大学工業高等学校となる。
- 1969年（昭和44年） - 旧第一工高の最後の学年が卒業。
- 1976年（昭和51年） - 工高、法政大学第二高等学校に吸収される。在校生は二高に編入し、旧工高から引き継いだ同じ学科で学習を続ける。
- 1978年（昭和53年） - 最後の工業科生が卒業したのをもって、法政工業はその活動に幕を下ろした。

## 出身者
- 辻まこと - 詩人、夜間部中退